# Choi Yu-jin
Choi Yu-jin, anche nota semplicemente come Yujin (최유진?, Choe YujinLR, Ch'oe YujinMR; Jeonju, 12 agosto 1996), è una cantante e attrice sudcoreana. È meglio conosciuta per essere stata un membro del girl group sudcoreano CLC, gestito da Cube Entertainment, e per essere la leader del gruppo femminile Kep1er, dopo essere arrivata terza nella finale di Girls Planet 999, programma di Mnet il cui fine è creare un girl group con le prime nove classificate. Ha inoltre iniziato la sua carriera da attrice nel 2016 in un ruolo di supporto nel web drama di Naver TV Nightmare High.

## Biografia
Choi Yu-jin nasce il 12 agosto 1996 a Jeonju, in Corea del Sud. Frequenta la scuola superiore Hanlim Multi Art School, diplomandosi a febbraio 2015 a 17 anni.

## Carriera

### Prima del debutto
Yujin è il membro delle CLC con più anni di training, con 4 anni alle spalle prima del suo debutto nel 2015.
Nel 2013 Yujin collabora con il collega di agenzia Yang Yo-seob nel singolo "Perfume", il quale viene pubblicato il 30 aprile come primo singolo del "Voice Project" di Cube. Tuttavia, è stata accreditata sotto il nome del gruppo pre-debutto Cube Girls.
Nel 2014 si è aggiunta ai quattro membri originali delle CLC – Seunghee, Sorn, Seungyeon e Yeeun – nel video musicale di "Beep Beep" dei compagni di agenzia BtoB. Insieme ad esse, ha accompagnato anche G.NA come ballerine di supporto per il suo brano "Pretty Lingerie", partecipando sia nel video musicale che nelle promozioni.

### 2015-2020: Debutto nelle CLC e attività di recitazione
Il 13 marzo 2015 Cube Entertainment pubblica il profilo e le immagini di Yujin, come quarto membro delle CLC, nei social network. Secondo le parole di Cube, "Choi Yujin, che ha tutti gli elementi fisici per essere chiamata «un'idol paradisiaca», mira a diventare il più forte «ideale di idol» con una forma fisica inusuale". Viene introdotta come la ballerina principale e la cantante di supporto del gruppo, potendo impersonare vari generi come la danza del ventre, il popping, il rocking e la house dance con un'elevata comprensione ed espressività nelle esibizioni. È considerata una delle due migliori ballerine delle CLC, insieme a Seungyeon. Yujin e le compagne delle CLC vengono scelte come modelle per un brand coreano chiamato SMART Uniform, insieme ai Got7 e ai B1A4.
Yujin fa il suo debutto come un membro delle CLC il 19 marzo 2015 con la pubblicazione dell'EP First Love, che ha come brano principale "Pepe", e il cui ricavato viene donato ai bambini con disabilità.
Il 17 agosto 2015 partecipa al cast della terza stagione di Real Man, un programma in cui delle celebrità sperimentano la vita militare. Yujin era la celebrità più giovane tra le dieci intrattenitrici, tra cui Jessi, il giornalista giapponese Sayuri Fujita e l'ex giocatore nazionale di tennis Jeon Mi-ra. Dopo lo show prende una più ampia popolarità, ottenendo attenzione per il suo viso piccolo e il suo fisico slanciato.
Alla fine del 2015, Yujin condivide il palco con i membri del cast Jessi e Kim Hyun-sook, esibendosi con il brano "I'm Your Girl" delle SES agli MBC Entertainment Awards del 2015.
Nel 2016 Yujin fa il suo debutto da attrice nel web drama di Naver TV Nightmare High, nelle vesti di Cheon Yoona. Nello stesso anno viene presa per uno dei ruoli femminili principali in Green Fever, prequel di Lily Fever. Recita il ruolo di un'attrice emergente che viene riconosciuta come "la sorella minore della nazione". Ha lavorato con Kim Hye-jun e Jung Yeon-joo.

### 2021-presente: Ritorno come attrice,Girls Planet 999,debutto nelle Kep1er e scioglimento delle CLC
Nel 2021 Yujin fa un cameo per la serie televisiva di Netflix So Not Worth It. A giugno 2021 Yujin partecipa nello show di competizione musicale Girls Planet 999, uno show in cui 99 partecipanti provenienti da Corea, Cina e Giappone competono per debuttare in un girl group composto da 9 membri. Dopo essersi classificata 3ª alla finale, viene confermata nel gruppo di debutto, le Kep1er. Successivamente, viene confermata essere la leader del gruppo. Il 3 dicembre 2021 è rivelato che Yujin avrebbe recitato come attrice principale nel drama Pumpkin Time, il cui primo episodio è stato trasmesso il 14 dicembre 2021.
Il 3 gennaio 2022 Yujin debutta con l'EP First Impact e il brano "Wa Da Da" insieme alle Kep1er. Il 27 gennaio viene annunciato dalla Wakeone Entertainment e dalla Swing Entertainment che Yujin è risultata positiva al COVID-19.
Il 20 maggio 2022 le CLC annunciano il loro scioglimento ufficiale.

## Discografia

### Collaborazioni
- 2013 – Perfume (con Yang Yo-seob) (sotto il nome di Cube Girls)

## Filmografia

### Serie televisive
- Nightmare High (2016)
- Green Fever (2017)
- So Not Worth It (2021)
- Pumpkin Time (2021-2022)

## Programmi televisivi
- Real Man (2015) – Cast
- King of Masked Singer (2019) – Concorrente
- Girls Planet 999 (2021) – Concorrente

## Riconoscimenti

### MBC Entertainment Awards
- 2015 – Best Teamwork Award[27]